# Yasmina Alcaraz Moreno
Yasmina Alcaraz Moreno (Castellón de Ampurias, Cataluña, España, 7 de febrero de 1989) es una árbitro de baloncesto española. Dirige partidos de la Liga ACB, así como encuentros de Baloncesto 3x3 y partidos de selecciones de la FIBA. Pertenece al Comité de Árbitros de Cataluña. 

## Trayectoria
Empezó con 14 años a arbitrar. Dado que también era jugadora y en Cataluña hasta cierta categoría no es compatible hacer las dos cosas decidió seguir jugando. Cuando comenzó la carrera de Ciencias de la Actividad Física y del Deporte dejó de jugar y empezó en el Comité arbitral en Gerona. En 2014 fue ascendida al grupo 2 de la FEB como árbitro de la Liga EBA y Liga Femenina 2. En 2017 consiguió llegar a la categoría absoluta de la FEB, es decir, Liga LEB Oro y Plata y Liga Femenina. Por otro lado, también en 2017 obtuvo la licencia federativa como árbitro internacional de Baloncesto 3x3.
Dirigió la final de la Copa de la Reina de Baloncesto en 2018 y en 2019, ambas entre Spar Citylift Girona y Perfumerías Avenida, cuyas victorias fueron los dos casos para el segundo equipo.
En el verano de 2018 dirigió partidos de Baloncesto 3x3 de los Juegos Mediterráneos de 2018, donde arbitró el partido por la medalla de bronce femenina entre Portugal y Serbia (21–20).
Formó parte del primer equipo arbitral formado íntegramente por tres mujeres que dirigieron un partido de LEB Oro. Fue junto a Paula Lema y Elena Espiau, el 18 de diciembre de 2018 en un partido entre Carramimbre CBC Valladolid y Tau Castelló (70–56).
El 13 de septiembre de 2019, se hizo oficial su ascenso a la Liga ACB, siendo así la cuarta mujer de la historia en dirigir partidos en la categoría, siendo por primera vez la temporada 2019-20 la primera con dos mujeres árbitro en activo. Este mismo año le fue otorgada la licencia blanca de la FIBA, para poder dirigir partidos de selecciones a nivel internacional.

## Temporadas
| Categoría        | País   | Año         |
| ---------------- | ------ | ----------- |
| Categorías bases | España | 2004 - 2014 |
| Liga EBA y LF2   | España | 2014 - 2017 |
| Liga LEB y LF1   | España | 2017 - 2019 |
| Liga ACB         | España | 2019 -      |

## Reconocimientos
- Méritos deportivos (Ayuntamiento de Castellón de Ampurias): 2013[10]